# Галушко Людмила Олегівна
Людми́ла Оле́гівна Галу́шко (* 1984) — українська веслувальниця на байдарках і каное. Майстер спорту України міжнародного класу.

## З життєпису
Народилась 1984 року. Представляє Львівську область. Виступала у веслуванні на байдарках і каное; входила до складу збірної України.
Здобула бронзову медаль на Чемпіонаті Європи з веслування на каное 2011 року (дистанція К1 5000 м).